# Bilans handlowy
Bilans handlowy – zestawienie wielkości eksportu dóbr z danego państwa i importu dóbr do danego państwa w określonym czasie (np. w roku).
Jeśli eksport jest większy niż import, mówimy o dodatnim bilansie handlowym. Jeśli import przeważa nad eksportem, bilans handlowy jest ujemny.

## Opis
Bilans handlowy jest częścią bilansu płatniczego. Dodatni bilans handlowy jest nazywany nadwyżką handlową, a ujemny – deficytem handlowym.
Czynniki wpływające na bilans handlowy:
- ceny wyrobów wytwarzanych w kraju
- kurs walutowy
- umowy handlowe
- cła i podatki
- cykle gospodarcze w kraju i za granicą